# Georgette Paré
Pour les articles homonymes, voir Paré.
 (juin 2022).
La mise en forme du texte ne suit pas les recommandations de Wikipédia : il faut le « wikifier ».
Les points d'amélioration suivants sont les cas les plus fréquents. Le détail des points à revoir est peut-être précisé sur la page de discussion.
- Les titres sont pré-formatés par le logiciel. Ils ne sont ni en capitales, ni en gras.
- Le texte ne doit pas être écrit en capitales (les noms de famille non plus), ni en gras, ni en italique, ni en « petit »…
- Le gras n'est utilisé que pour surligner le titre de l'article dans l'introduction, une seule fois.
- L'italique est rarement utilisé : mots en langue étrangère, titres d'œuvres, noms de bateaux, etc.
- Les citations ne sont pas en italique mais en corps de texte normal. Elles sont entourées par des guillemets français : « et ».
- Les listes à puces sont à éviter, des paragraphes rédigés étant largement préférés. Les tableaux sont à réserver à la présentation de données structurées (résultats, etc.).
- Les appels de note de bas de page (petits chiffres en exposant, introduits par l'outil «  Source ») sont à placer entre la fin de phrase et le point final[comme ça].
- Les liens internes (vers d'autres articles de Wikipédia) sont à choisir avec parcimonie. Créez des liens vers des articles approfondissant le sujet. Les termes génériques sans rapport avec le sujet sont à éviter, ainsi que les répétitions de liens vers un même terme.
- Les liens externes sont à placer uniquement dans une section « Liens externes », à la fin de l'article. Ces liens sont à choisir avec parcimonie suivant les règles définies. Si un lien sert de source à l'article, son insertion dans le texte est à faire par les notes de bas de page.
- La présentation des références doit suivre les conventions bibliographiques. Il est recommandé d'utiliser les modèles {{Ouvrage}}, {{Chapitre}}, {{Article}}, {{Lien web}} et/ou {{Bibliographie}}. Le mode d'édition visuel peut mettre en forme automatiquement les références.
- Insérer une infobox (cadre d'informations à droite) n'est pas obligatoire pour parachever la mise en page.

Pour une aide détaillée, merci de consulter Aide:Wikification.
Si vous pensez que ces points ont été résolus, vous pouvez retirer ce bandeau et améliorer la mise en forme d'un autre article.
Georgette Paré, née à Ouagadougou, est une comédienne et actrice de cinéma Burkinabè. Elle fait partie des dix personnalités influentes du cinéma Burkinabè.

## Biographie

### Etudes et enfance
Georgette, a fait des études à l’école des nouveaux métiers de la communication. Elle obtient un diplôme d’attachée de presse, communication d’entreprise en 1993, section Afrique à Abidjan en Côte d’Ivoire.

## Carrière
Georgette Paré commence sa carrière en 1989 comme comédienne et actrice de cinéma. Elle joue dans Yelbedo, son premier film réalisé par feu Abdoulaye de Sow. Dans ce film, elle joue une scène assez osée qui marquent les esprits. Elle joue presque nue. Elle a joué dans près d’une vingtaine de films et de spectacles de théâtre. Elle fait partie des dix personnalités les plus influentes dans le cinéma burkinabè. Elle est l'initiatrice des célébrités days à l'occasion du Fespaco chaque édition. 

## Filmographie
1989 : Yelbeedo 
1994 : Rue princesse 
1995 : Afrique mon Afrique 
2004 : La nuit de la vérité
2005 : Rencontre en ligne
2006 : Quand les éléphants se battent
2008 : Une femme pas comme les autres